# FIRST Robotics Competition

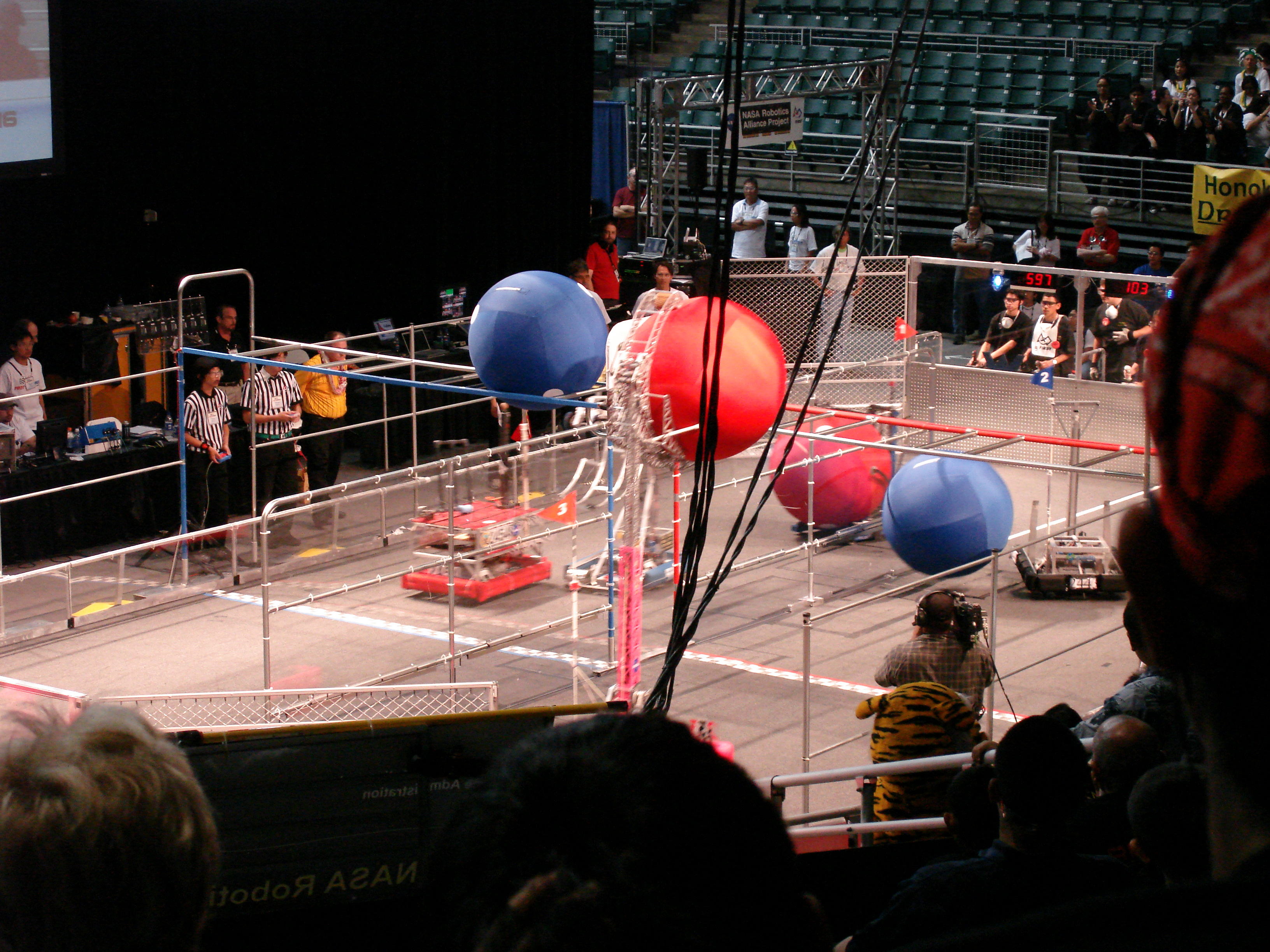
Гавайский региональный конкурс в 2008 году.

FIRST Robotics Competition, FRC (в переводе с англ. — «Первое соревнование по робототехнике») — ежегодный международный технологический конкурс по робототехнике среди учеников Старших школ, организованный компанией FIRST. В настоящее время в конкурсе принимает участие более 1 300 команд общей численностью более 32 000 участников из Бразилии, Канады, Нидерландов, Израиля, США, Великобритании, Мексики и других стран. Команды формируются из учеников и наставников (преподавателей, профессиональных инженеров, специалистов, студентов). Численность команд колеблется от 4 до 25 участников. Задача конкурса — за шесть недель построить робота, который способен выполнить ежегодно устанавливаемую организаторами задачу, работая автономно и/или под управлением беспроводного устройства. Для построения робота командам предоставляется стандартный набор запчастей и деталей. Команды имеют право докупать комплектующие, следуя определённым ограничениям. Результаты конкурса подводятся на открытом чемпионате. В настоящее время заключительные соревнования транслируются телевизионным каналом, принадлежащим NASA.

## История

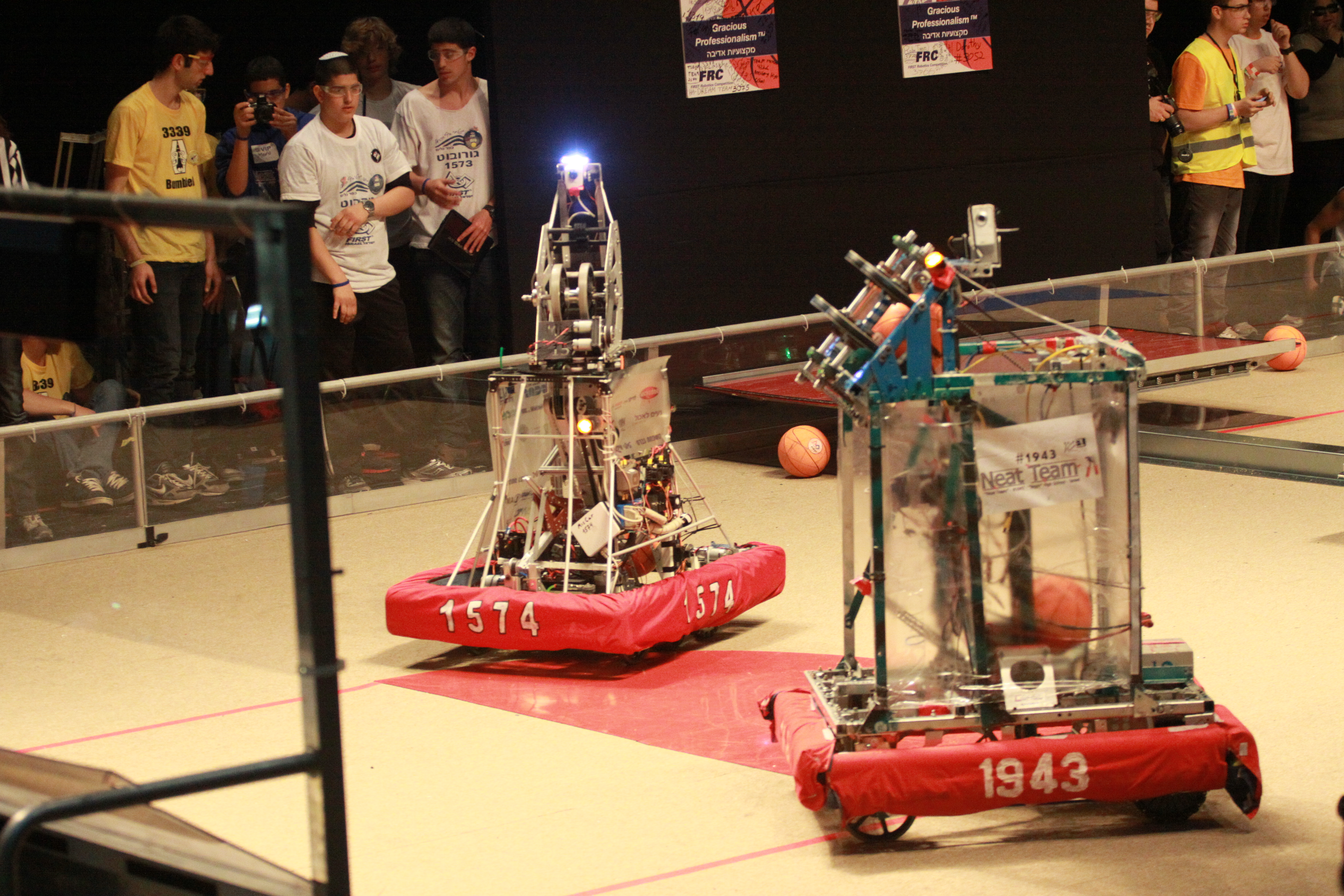
Роботы забрасывают баскетбольный мяч в корзину. Национальный конкурс в Израиле 2012.

Идея конкурса принадлежит Дину Кеймену, изобретателю необычного электрического самоката Сигвей. По его словам: «Пассивно посидеть в классной комнате — это формат уроков 19-го столетия. В этом столетии вы должны быть творческим человеком или вы не будете способными сделать что-либо. Мы хотим помочь стимулировать нашу молодежь быть более думающей и творческой».
В 1989 году Дин Кеймен основал компанию FIRST (For Inspiration and Recognition of Science and Technology), чтобы вдохновить студентов на разработки в области проектирования и освоения новых технологий.
В 1992 году был проведён первый конкурс FIRST Robotics Competition.
В 1997 году появилась FIRST LEGO League (FLL) для возрастной группы от 9 до 14 лет, использующей конструкторы LEGO Mindstorms. В том же году FIRST также впервые представил Junior FIRST LEGO League для возрастной группы от 6 до 9 лет. Позже появились соревнования FIRST Vex Challenge, в основу которых легли разработки с использованием конструктора VEX.

## Спонсоры
Как организация конкурса в целом, так и участие каждой команды требует немалых затрат.
Команды обычно обращаются к региональным компаниям, которые предоставляют не только денежные средства, но и специалистов-наставников.
Поддержку конкурса в целом осуществляют известные международные корпорации, в их числе: NASA, Daimler, General Motors, Johnson & Johnson, Motorola и многие другие.
В 2009 году одно из 16 финальных предложений проекта 10^100 компании Google включало пожелание: «Необходимо поддержать конкурс роботов FIRST Robotics Competition».
Выгода спонсоров от участия в таких соревнованиях очевидна: они формируют позитивный имидж в глазах своей главной целевой аудитории — молодёжи.

## Отзывы
В интервью журналу Wired Билл Джой (один из основателей Sun Microsystems) сказал: «Если в скором времени какой-нибудь астероид не сотрёт нас с лица Земли, участники FIRST в конечном итоге переселят наши бессмертные души из этих зловредных углеродных машин» (имея, видимо, в виду наши тела).